# Milujte svého zabijáka
Milujte svého zabijáka (anglicky Confessions of a Dangerous Mind) je špionážní životopisné drama v americko-britsko-německé koprodukci z roku 2002. Scénář na motivy stejnojmenné knihy napsal Charlie Kaufman a režijní debut v něm zaznamenal George Clooney.
Příběh popisuje skutečný, nebo možná pouze „přibarvený“, životní příběh populárního amerického moderátora televizních show a producenta Chucka Barrise, jehož autobiografická kniha a řada dalších materiálů, včetně nahrávek, se staly zdrojem scénáře. Barris prohlásil, že byl tajně naverbován CIA na práci zabijáka, žil dvojím životem, a podle rozkazů vraždil odpůrce režimu.
Titulní postavu moderátora a nájemného vraha Barrise ztvárnil Sam Rockwell. Jeho kontakt do Ústřední zpravodajské služby si v podobě agenta Jima Byrda zahrál George Clooney. Osudovou ženu Penny Pacino, s níž navázal dlouhodobý vztah, představovala Drew Barrymoreová. V roli chladnokrevné vraždící a záhadné kolegyně, která pracovala pro CIA, se objevila Julia Robertsová.

## Vznik filmu
Na sklonku 80. let uvažovala o zfilmování Barrisových pamětí společnost Columbia Pictures. Poté, co filmová práva odkoupil producent Andrew Lazar, bylo přepsání scénáře zadáno Charliemu Kaufmanovi. Do projektu se zapojili světoznámí herci a filmaři. Snímek měl původně natáčet Bryan Singer s úmyslem do titulní role obsadit Johnnyho Deppa. Produkce však byla zrušena a k jejímu obnovení došlo až při zapojení Clooneyho do projektu, jenž se poprvé ujal režijního vedení. Na produkčních pracích se intenzivně podílel také Barris, aby se film pokusil zachytit životní příběh co nejvíce z jeho úhlu pohledu.
Vzhledem k celkovému rozpočtu 30 miliónů dolarů Clooney přesvědčil herečky Drew Barrymorovou a Julii Robertsovou k nižším finančním nárokům, než představují jejich obvyklé odměny. Postava Robertsové byla původně psána pro Nicole Kidmanovou, která však v době natáčení měla již závazek na drama Hodiny. Podpis smlouvy ze strany Robertsové pomohl realizaci filmu, když až poté začali producenti Miramax Films projektu důvěřovat a pozdržený projekt obnovili. Clooney k tomu uvedl: „Julia mi skutečně pomohla. Její souhlas s rolí mně umožnil, abych do titulní postavy obsadil Sama Rockwella. On totiž nemohl táhnout 28miliónový film, ale Julia samozřejmě ano.“ Pro úlohu Penny Pacino byly zvažovány Renée Zellweger a Gwyneth Paltrow, než role připadla Barrymorové.
Přestože se drama Milujte svého zabijáka setkalo s příznivými kritikami recenzentů, z hlediska finančních zisků propadlo.
Sam Rockwell obdržel za svůj výkon Stříbrného medvěda pro nejlepšího herce na Berlínském mezinárodním filmovém festivalu v roce 2003.

## Obsazení
| Sam Rockwell      | Chuck Barris, moderátor, producent, zabiják pro CIA žijící dvojím životem    |
| Drew Barrymoreová | Penny Pacino, která se s Barrisem seznámila v 60. letech                     |
| George Clooney    | Jim Byrd, agent CIA, který Barrise naverboval                                |
| Julia Robertsová  | Patricia Watson, atraktivní a záhadná agentka                                |
| Rutger Hauer      | Keeler, německo-americký špion, veterán druhé světové války, Barrisův přítel |
| Jerry Weintraub   | Larry Goldberg, prezident American Broadcasting Company (ABC)                |
| Robert John Burke | instruktor Jenks, excentrický zaměstnanec FCC                                |
| Michael Ensign    | Simon Oliver, britský supervizor CIA, první oběť Watsonové                   |
| Maggie Gyllenhaal | Debbie, pracující v zákulisí televizní show, která se s Barrisem vyspala     |
| Michael Cera      | mladý Chuck Barris                                                           |
| Rachelle Lefevre  | Tuvia                                                                        |
| Kristen Wilson    | Loretta                                                                      |
| Daniel Zacapa     | Renda                                                                        |
| Emilio Rivera     | Benitez                                                                      |
| Carlos Carrasco   | Brazioni                                                                     |
| Richard Kind      | manažer castingu                                                             |
| Brad Pitt         | cameo, soutěžící Brad v The Dating Game                                      |
| Matt Damon        | cameo, soutěžící Matt v The Dating Game                                      |
| Akiva Goldsman    | host na party Playboye (neuveden v titulcích)                                |